# 만남 (1996년 드라마)
《만남》은 1996년 3월 25일부터 같은 해 9월 14일까지 방영되었던 SBS 아침연속극으로 그 동안 뚜렷한 주관에 생활력을 가진 여성 역할을 해 온 이휘향 (유강애 역)이 평범한 주부 역으로 변신을 시도했다.

## 기획 의도
결혼생활 11년째 된 평범한 주부가 남편의 외도 사실을 알게 되고, 이혼 후 찾아온 새로운 사랑 앞에 고민하는 모습을 그린 드라마

## 줄거리
결혼생활 11년째에 접어든 강애는 10살의 딸과 무덤덤하지만 여린 남편, 인내심 강하고 속 깊은 시어머니와 한 집에 살고 있다.
그러던 어느날 남편의 회사가 부도가 나고 그와중에 남편에게 정부 유미가 있다는 사실이 밝혀지며 충격에 휩싸인다.

## 출연
- 이휘향(유강애)
- 전광렬(박승규)
- 오미희(배유미)
- 김영철(한병훈)
- 장서희(유신애)
- 이낙훈(박 회장)
- 안영주(임 여사)
- 황미선(박보경)
- 김현숙
- 서우림(장 여사)
- 이경영(이동원)
- 황미선(박보경)
- 최상학(땜통)
- 오영갑

## 참고 사항
- 불륜을 다룬 내용상의 문제 탓인지 방송위원회로부터 '경고' 조치를 받았다[3].